# 糸満市立高嶺中学校
糸満市立高嶺中学校（いとまんしりつ たかみねちゅうがっこう）は、沖縄県糸満市大里にある公立中学校。略称は「高中」。

## 教育方針

### 教育目標
「豊かな心を持ち、自ら考え判断し、実感できるたくましい生徒の育成」
- 自ら考えて、工夫して学習する生徒（率先・思考力)
- 心豊かで思いやりのある生徒(奉仕・表現力)
- 忍耐強く最後までやりぬく生徒(責任・忍耐力)
- 心身ともに健康でたくましい生徒（健康・行動力)

### 重点目標
生徒一人一人が「わかる授業」「参加する授業」を創造し、基礎学力の定着を図る～PDCAマネジメントサイクルを重視した学習指導の工夫・改善を通して～

## 学校・学級
- 学級数･･･8学級（2学級は特別支援学級）
- 在籍数･･･136名

（令和元年度6月20日　現在）

## 学校行事
- 始業式・赴任式
- 入学式
- 新入生歓迎レク大会
- 中間テスト
- 期末テスト
- 終業式
- 実力テスト
- 2学年職場体験
- 合唱コンクール
- 3学年修学旅行
- 1・2学年社会見学
- 学習発表会
- 総合テスト
- 学年末テスト
- 卒業式
- 修了式・離任式

## 生徒会

### 委員会
- 中央委員会
- 整美委員会
- 保健委員会
- 体育委員会
- 図書委員会
- 放送委員会
- 給食委員会
- 掲示委員会
- 生活委員会
- リサイクル委員会

## 部活動・同好会
- 野球部
- サッカー部
- バレーボール部（男・女）
- バスケット部（男・女）
- 女子テニス部
- 陸上部
- バドミントン部（男・女）
- 卓球同好会

## 著名な卒業生
- 宮國椋丞（プロ野球選手、読売ジャイアンツ所属）
- 久手堅笑美（バスケットボール選手、トヨタ自動車アンテロープス所属）
- 玉城美香（ラジオパーソナリティ、ローカルタレント）